# SPIHT
SPIHT (ang. Set Partitioning In Hierarchical Trees) – algorytm stratnego kodowania obrazów, używający transformaty falkowej.
Algorytm opiera się na 3 zasadach:
- częściowe porządkowanie według magnitudy – poprzez algorytm sortująco-partycjonujący;
- uporządkowana transmisja bitów;
- wykorzystanie podobieństw pomiędzy różnymi skalami współczynników transformaty falkowej.

Algorytm SPIHT produkuje osadzony strumień bitów (ang. embedded bit stream), który powoduje, że nawet jeśli osadzony strumień bitów zostanie w jakimś miejscu przerwany, to i tak dekoder jest w stanie odtworzyć zakodowany obraz (zależnie od stopnia przerwania strumienia jakość obrazka może być różna). W ten sposób steruje się jakością kodowania obrazu (dłuższy strumień daje obrazek lepszej jakości).